# Stereodreieck
Das Stereodreieck ist ein Begriff aus der Stereowiedergabetechnik. Zuerst wird diese Lautsprecheranordnung bei der Herstellung der Tonaufnahme und der Tonmischung im Regieraum bestanden haben, was recht entscheidend für die erzeugte räumliche Darstellung ist.

## Lautsprecheraufstellung
Es hat sich in der Studio-Praxis eine allgemein akzeptierte Lautsprecheraufstellung etabliert, bei welcher der Zuhörer mit den Lautsprechern ein gleichseitiges Dreieck bildet, die so genannte Stereo-Standardaufstellung. Dieses Dreieck hat drei gleiche 60-Grad-Winkel; also vom auf der Mittellinie befindlichen Zuhörer aus gesehen stehen die Lautsprecher in einem Schalleinfallswinkel (Schalleinfallsrichtung) von ±30 Grad. Diese Achsensymmetrie macht auch nicht vor Einbeziehung der nächsten Wände halt, sofern sie den Klang der Lautsprecher erheblich beeinflussen können. Möchte man den Abstand von der Mitte der Lautsprecher-Verbindungslinie zum Hörer ausmessen, dann ergibt sich dabei als Maß der Verkürzungsfaktor 0,866 von der Lautsprecherbasis, also des Abstands von Lautsprecher zu Lautsprecher, bezogen auf deren Lautsprecherschallzentren. 
Für die genauen Abmessungen zur Größe des Standard-Stereodreiecks gibt es keine verbindlichen Vorschriften. In etwa 2,50 m wäre eine mittlere übliche Kantenlänge des Dreiecks für einen Aufbau des Standard-Stereodreiecks in einem Wohnzimmer. Die Lautsprecherbasis wird auch Stereobasis genannt, also Stereo-Lautsprecherbasis oder einfach Basisbreite.
Wird eine Stereo-Aufnahme über zwei Lautsprecher wiedergegeben, die sich etwa in Ohrhöhe vor dem Hörer befinden, so entsteht im Raum eine Schallfeldüberlagerung, die auf der Mittellinie zwischen den Lautsprechern einen Stereo-Höreindruck erzeugt. Im Sweet Spot in der Mitte vor den Stereo-Lautsprechern sollte sich der Hörer idealerweise befinden.
Allerdings lässt sich letztlich weder das gleichseitige Aufstellungsdreieck, noch seine konkrete Seitenlänge als eine sinnvolle „verbindliche Norm“ rechtfertigen, denn in diese Überlegungen sind weder die konkreten Gegebenheiten des Abhörraums (Größe und Reflexivität), noch die Enge des Abschallkegels der verwendeten Lautsprecher in gleicher Weise standardisiert einbezogen (selbst wenn sogenannte „Referenzlautsprecher“ verwendet werden), ganz zu schweigen von den Unwägbarkeiten der diversen Alltagssituationen, in denen die Aufnahmen konsumiert werden. 

## Richtungshören
Beim Stereohören wird die Richtung der Lokalisation der Phantomschallquellen auf der linearen Verbindungslinie zwischen den Stereo-Lautsprechern (Lautsprecherbasis) mit Hörereignisrichtung bezeichnet und in Prozent aus der Mitte (Center) angegeben. Die Lautsprecherrichtung L (Left) oder R (Right) ist 100 %. Das Center ist 0 %. Genau die Mitte zwischen L und C ist HL (halblinks) = Hörereignisrichtung 50 %.
Mit Nahfeldabhören (Nearfield Monitoring) wird ein Abhören über ein gleichseitiges Stereodreieck mit weniger als 1,50 m Kantenlänge bezeichnet. Die Lautsprecher werden dabei genau auf den Hörplatz (Ohren) ausgerichtet, wobei auf maximalen Abstand der Lautsprecher und des Abhörplatzes zu den Begrenzungsflächen – also den Wänden – zu achten ist.
Die Stereotechnik mit zwei Schall überlagernden Lautsprechern ist ein unnatürlicher Effekt, der nicht in der Natur vorkommt; denn für eine Phantomschallquelle im Center kommen von beiden Lautsprechern gleichphasige und gleichpegelige Signale, die sich an den Ohren überlagern.
Die Stereoaufnahmen, die über Lautsprecher abgehört werden, müssen über Kopfhörer ziemlich anders klingen, denn es liegen vollständig andere Hörbedingungen (Hörverhältnisse) vor. Ein Lautsprecher beschallt zwei Ohren mit den Ohrmuscheln sowie den Kopf und den Rumpf. Eine Kopfhörermuschel hingegen schallt völlig getrennt nur in ein Ohr, ohne Wirkung der Ohrmuschel, des Kopfes und des Rumpfes.

## Elevation
In der Stereofonie wird beim Lautsprecher-Stereohören im Stereodreieck folgender Effekt Elevation genannt: Wenn man auf der Mittellinie auf die Lautsprecherfront zugeht, wandern Mittenschallquellen in die Höhe über die Lautsprecherebene.